# Apteroleiopus jeanneli
Apteroleiopus jeanneli là một loài bọ cánh cứng trong họ Cerambycidae.